# Буря на Чорному морі
Буря на Чорному морі — українська кобзарська дума, записана вперше Антіном Вечірським.

## Сюжет
Двоє братів-козаків, потопаючи, стали просити у Бога прощення за свої гріхи. Найбільшим своїм гріхом вони вважали те, що зневажали батька й матір, своїх рідних та сусідів. Тільки щира материна й батькова молитва допомогла їм урятуватися. А за козака-сироту нікому було молитися, нікому було його прощати, тому він потонув. Вони врятувалися, їх викинуло на берег. Прийшли до батьків. Ті, їх питали яка дорога була. Брати повіли, що хороша, лише у морі тяжко було дивитися як потопає той, за кого нікому молитися.

## Музика
У 1876 році Микола Лисенко з допомогою художника та любителя кобзарської справи Опанаса Сластьона записав від кобзаря Антіна Вечірського в Пирятинському повіті мелодії думи «Буря на Чорному морі».
Гнат Хоткевич на базі мелодійних матеріалів, які використовував кобзар Гнат Гончаренко, створив варіант мелодії для себе, що стала основою варіантів, які виконували бандуристи Іван Скляр, Федір Глушко, Федір Жарко та Володимир Луців.
Існує варіант, який Гнат Хоткевич розписав для Полтавської капели бандуристів і який, у свій час, був заборонений до виконання на теренах УСРР. Її виконувала Українська капела бандуристів імені Тараса Шевченка під керівництвом Володимира Колесника в 1991 р. під час гастролей Україною.

## Виконавці
- Кобзарі
- А. Вечірський
- Лантух (кобзар)

- Бандуристи

Гнат Хоткевич, Федір Жарко. Володимир Луців, Федір Глушко, Іван Скляр, Віктор Мішалов, Кир'ян-Верещинський Олександр Павлович.
- Лірники